# Smilax subsessiliflora
Smilax subsessiliflora là một loài thực vật có hoa trong họ Smilacaceae. Loài này được Duhamel miêu tả khoa học đầu tiên năm 1803.